# WILL (バンド)
WILL（ウィル）は男性2人によって構成される日本の音楽ユニット。マネジメントはメンバーの山田わたる（FENCE OF DEFENSEのメンバーでもある）が役員を務めるチーム・アクティブが担当している。

## 概要・来歴
メンバーはDJ KOO（TRFのメンバー）と山田の2人。サポートメンバーとして、元ZYYGのメンバーである後藤康二が参加している。
2004年から楽曲配信サイトMUMIXでの音源発表を開始。2010年にゲストヴォーカリストに宇都宮隆を迎え新譜をリリース。

## メンバー
- DJ KOO
- 山田わたる

### サポートメンバー
- 後藤康二

### ゲストヴォーカリスト
- 五十嵐礼実
- Jade
- 宇都宮隆

## 作品

### シングル
- 「HYPER SIDE」 （2006年6月3日）
- 「HARD SIDE」 （2006年6月3日）
- 「HOT SIDE」 （2006年6月3日）
- 「J-TRAD」 （2006年6月3日）
- 「Listen to Your Heart feat. Jade」 （2009年7月22日）
- 「パンクロ」 （2010年7月21日）

### アルバム
- 「Nagi 〜A Moment of Clarity〜」 （2006年6月3日）

### 提供作品
- Signal Theta
  - TRFのアルバム『Lif-e-Motions』（2006年2月）に楽曲提供（Disc1の8曲目）